# Batalha de Musa Qala
A Batalha de Musa Qala (também Qaleh ou Qal'eh) foi uma ação militar dirigida pelos britânicos na província de Helmand, no sul do Afeganistão, lançada pelo Exército Nacional Afegão e pela Força Internacional de Assistência à Segurança (ISAF) contra os insurgentes talibãs em 7 de dezembro 2007. Após três dias de intensos combates, os talibãs recuaram para as montanhas em 10 de dezembro. Musa Qala foi oficialmente capturada em 12 de dezembro, com tropas do exército afegão avançando para o centro da cidade.
A operação teve o codinome Ninho de Cobras (em inglês:  snakepit, em pashto: Mar Kardad). Oficiais superiores da ISAF, incluindo o general estadunidense Dan K. McNeill, o comandante geral da ISAF, concordaram com o assalto em 17 de novembro de 2007. na sequência de mais de nove meses de ocupação da cidade pelos talibãs, a maior que os insurgentes controlavam no momento da batalha. As forças da ISAF haviam ocupado anteriormente a cidade, até uma retirada controversa no final de 2006.
Foi a primeira batalha da Guerra do Afeganistão, na qual as unidades do exército afegão foram a principal força de combate. As declarações do Ministério da Defesa do Reino Unido enfatizaram que a operação foi liderada pelos afegãos, embora a capacidade das unidades afegãs de operar sem o controle da OTAN tenha sido questionada durante a batalha.  O enfrentamento militar em Musa Qala fez parte de uma campanha mais ampla entre as forças da coalizão e os talibãs em Helmand. Tanto antes como depois da batalha, foram relatados combates relacionados em uma área maior, particularmente no distrito de Sangin, ao sul de Musa Qala.